# Aragonit
Aragonit är ett mineral av de två vanligaste naturligt förekommande kristallformerna av kalciumkarbonat, CaCO3. Den allra vanligaste formen är mineralet kalcit men det finns också en tredje ovanlig form vaterit. Aragonit bildas genom biologiska och fysiska processer, inklusive fällning från marina miljöer och sötvattensmiljöer och har fått sitt namn 1797 efter Molina de Aragón i Spanien. Mineralet aragonit upptäcktes och beskrevs av Abraham Gottlob Werner 1796.

## Fysikaliska egenskaper
Argonit har samma kemiska sammansättning som kalcit, men skiljer sig ändå åt genom större hårdhet och högre densitet. Kalcit tillhör det trigonala kristallsystemet medan aragonit tillhör det ortorombiska kristallsystemet.

## Förekomst
Aragonit förekommer i utfällningar från varma källor, korallrev, pärlor, snigelskal, äggskal och snäckskal, men även i basalt och som droppstenar i grottor. Mineralet är relativt ovanligt i Sverige men har hittats i Långban, Värmland och Pahtohavare i Lappland.

## Galleri

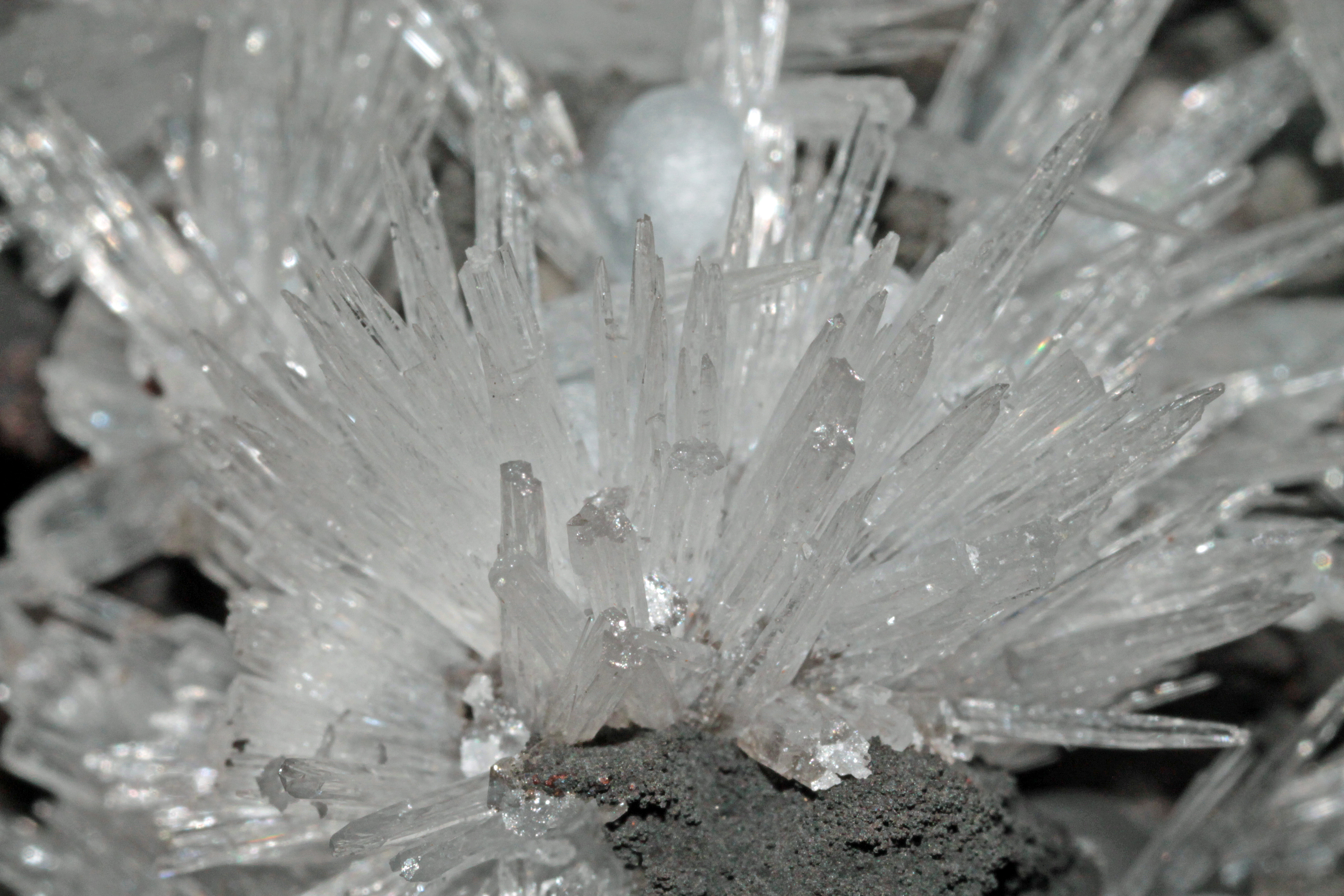
Genomskinlig aragonit
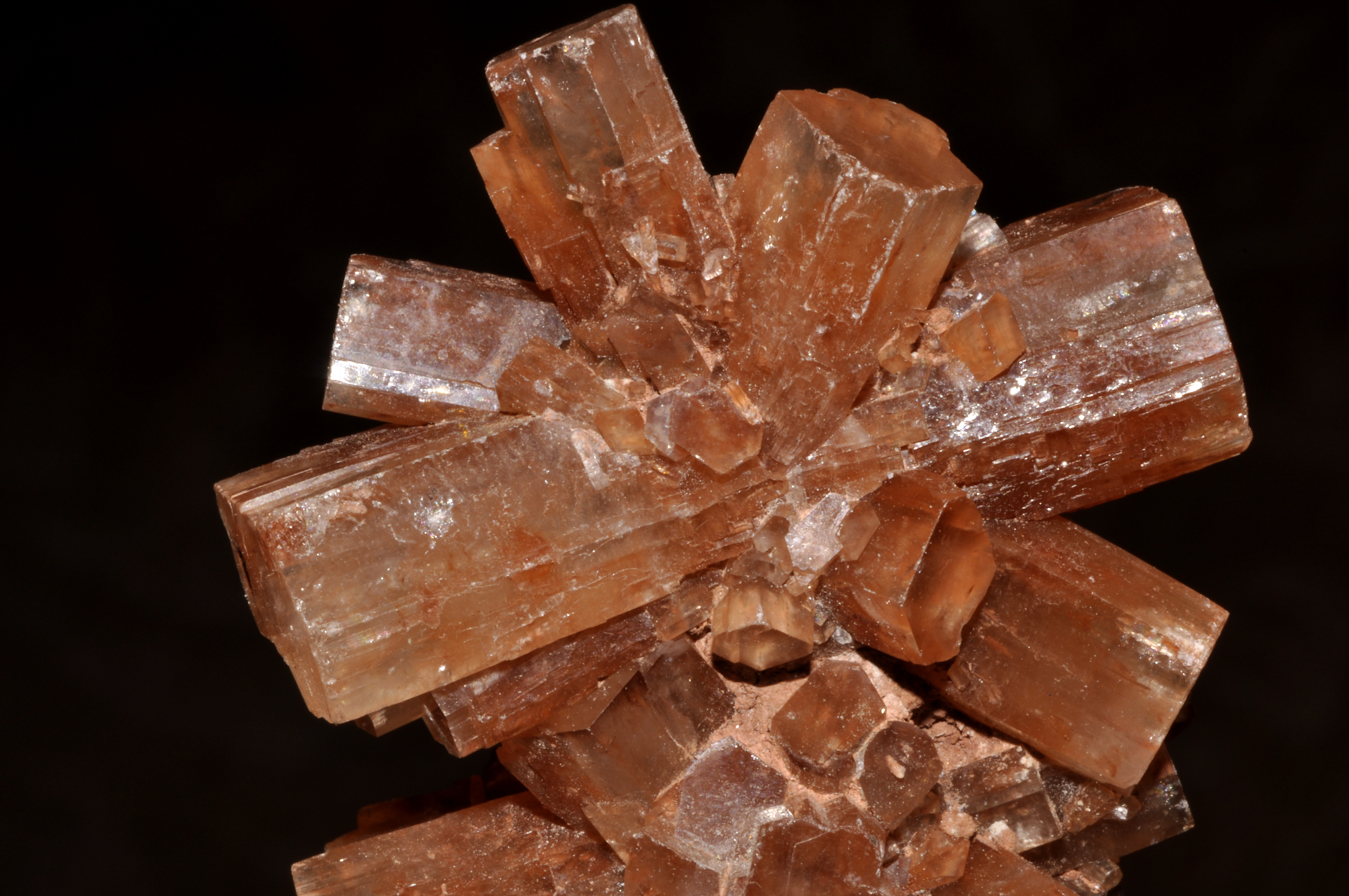
Rödbrunaktig aragonit
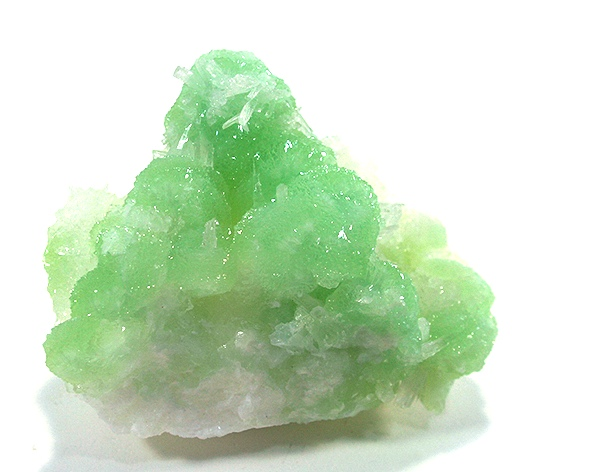
Grön adamit på vit aragonit
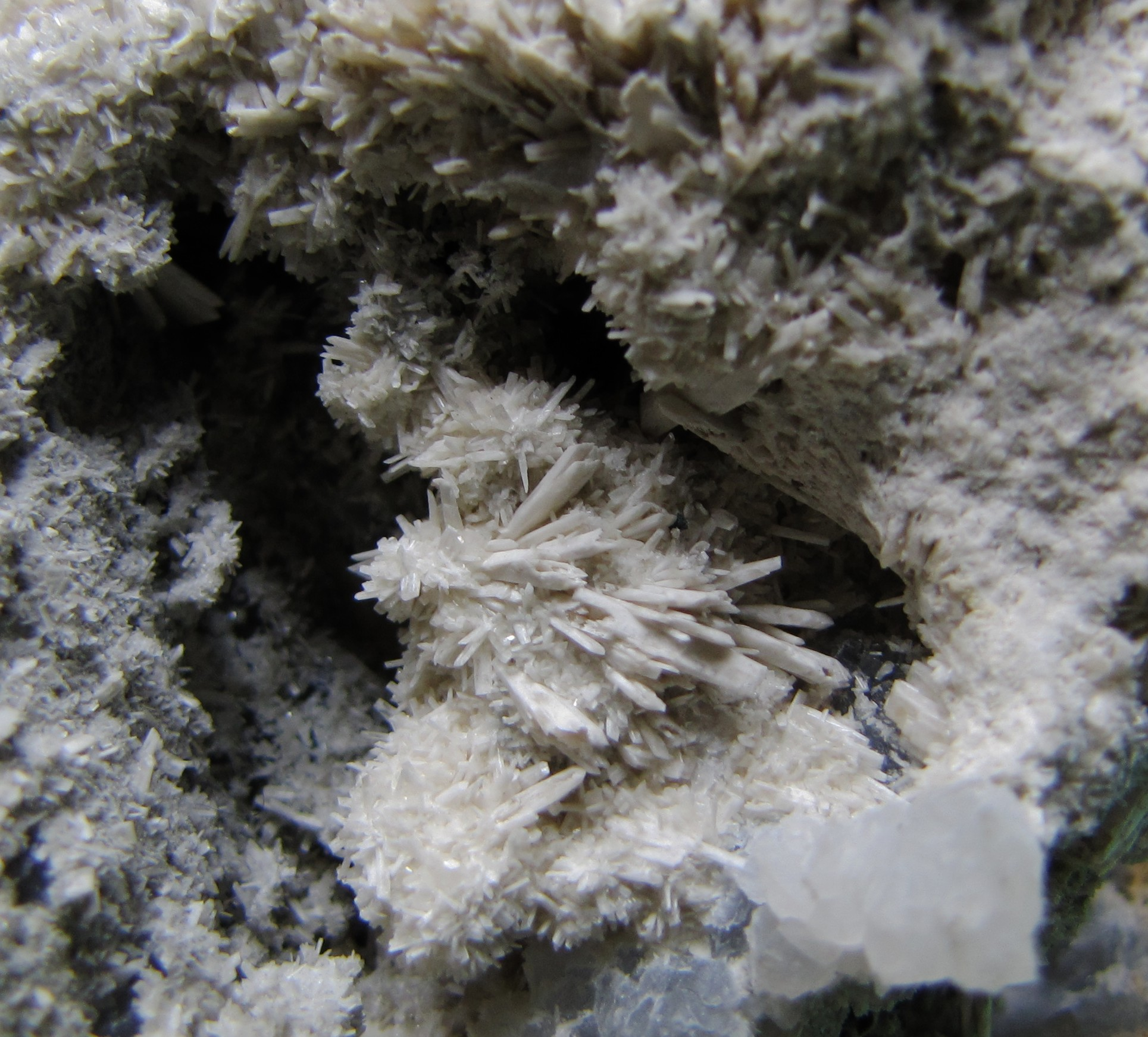
Vit aragonit
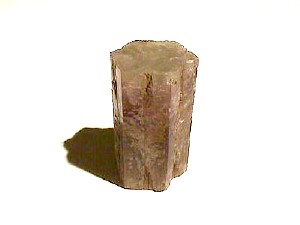
Cyklisk tvillingbildning av aragonit till hexagonal yttre form
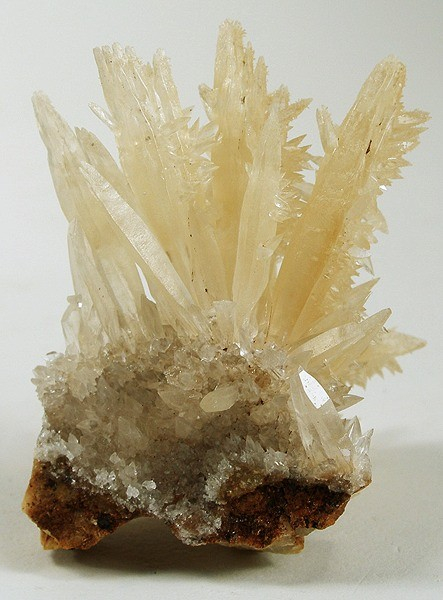
Stuff med spetspyramidala aragonitkristaller
Aragonit i dagsljus respektive UV-ljus